# Hoplistomerus serripes
Hoplistomerus serripes är en tvåvingeart som först beskrevs av Fabricius 1805.  Hoplistomerus serripes ingår i släktet Hoplistomerus och familjen rovflugor. Inga underarter finns listade i Catalogue of Life.